# Azar Khalatbari
Pour les articles homonymes, voir Khalatbari.
Azar Khalatbari, née le 24 mars 1961 à Téhéran et morte le 15 avril 2022 à Paris, est une journaliste scientifique française.

## Biographie
Originaire d'Iran, école Jeanne d'Arc de Téhéran puis de l'institut du Bon Sauveur du Vésinet (Yvelines) et du lycée Saint Thomas d'Aquin (Paris), Azar Khalatbari est titulaire d’un doctorat en géophysique interne de l'Université Paris-Diderot, puis d’un diplôme national de master en histoire des sciences à l'Université de Lille. En 2011, elle suit le cycle national de l’Institut des hautes études en sciences et technologie (IHEST), et se passionne pour la poésie classique persane, qu'elle étudie. Elle passe plusieurs semestres aux États-Unis comme envoyée spéciale de journaux scientifiques français.
Azar Khalatbari se consacre à la physique fondamentale, l'astrophysique, les mathématiques et les sciences de la Terre. Elle se spécialise notamment sur les étoiles à neutrons, les déviations de l'espace-temps ou encore les rayons cosmiques. Elle collabore à la rédaction de Libération durant une décennie, entre les années 1990 et les années 2000. Pigiste, elle réalise des enquêtes sur ses thématiques de prédilection, mais également sur des sujets variés autour du monde des sciences. La journaliste se dit convaincue  de l'importance de la culture scientifique dans la formation citoyenne.
Elle rejoint le magazine Sciences et Avenir en 2006, après avoir travaillé de 1989 à 1990 pour La Recherche, de 1990 à 1992  pour Sciences Illustrées, de 1990 à 1996, pour Sciences et Vie Junior, de 1996 à 2006 pour Ciel et Espace. Elle a collaboré également avec La Recherche, France Culture (Front de Science, Itinéraire de Sciences, Continent Sciences) et Philosophie magazine,,.
En mars 2019, Azar Khalatbari reçoit le prix Jean-Perrin 2018, décerné par la Société française de physique, afin de récompenser l'ensemble de son travail de journaliste et d'autrice d'ouvrages de vulgarisation scientifique,. Elle est membre de l'Association des journalistes scientifiques de la presse d’information.
En 2020, Azar Khalatbari choisit de mettre un terme à sa carrière de journaliste, pour se consacrer à la rédaction d’ouvrages de vulgarisation scientifique et s’adonner à ses autres passions, dont la sculpture et le dessin. Elle meurt des suites d'une longue maladie le 15 avril 2022 à 61 ans.

## Publications
- Quand la terre se déchaîne, illustrations de Corine Delétraz, Éditions Milan, 109p, 2006  (ISBN 9782745921451)
- Lumières du ciel profond : Le guide des plus beaux amas, nébuleuses et galaxies, Azar Khalatbari, Jean-Luc Dauvergne et Leïla Haddad, Éditions du Seuil, 200p, 2008  (ISBN 9782020916776)
- Parcours d'astrophysiciens, Le Cavalier Bleu, 224p, 2011  (ISBN 9782846703727)
- Que cherchons-nous dans nos origines ?, Étienne Klein, Azar Khalatbari, Sophie Marinopoulos et Michel Wieviorka, Éditions Belin, 160p, 2015  (ISBN 9782701191799)
- La Nanorévolution, Jacques Jupille et Azar Khalatbari, Quae, 152p, 2018  (ISBN 9782759228294)

## Honneur
L'astéroïde (40198) Azarkhalatbari a été nommé en son honneur.